# Бретань Классик 2018
82-й выпуск Бретань Классик — шоссейной однодневной велогонки по дорогам французского региона Бретань. Состоялась 26 августа 2018 года в рамках Мирового тура UCI 2018. Победу одержал бельгийский велогонщик Оливер Насен.

## Участники
| UCI WorldTeams (18)- UAE Team Emirates - EF Education First-Drapac p/b Cannondale - Groupama-FDJ - Astana - Lotto NL-Jumbo - BMC Racing Team - Bahrain-Merida - Bora-Hansgrohe - Dimension Data - Lotto Soudal - Movistar Team - Quick-Step Floors - Mitchelton-Scott - Katusha-Alpecin - Sky - AG2R La Mondiale - Team Sunweb - Trek-Segafredo UCI Professional Continental Teams (7)- Direct Énergie - Vital Concept - Fortuneo-Samsic - Cofidis, Solutions Crédits - Wilier Triestina-Selle Italia - Wanty-Groupe Gobert - Delko-Marseille Provence-KTM |
| |

## Маршрут
В этом году французская гонка стала длиннее: теперь её протяжённость составляет более десяти километров по сравнению с предыдущим выпуском, который преодолел отметку в 250 километров. Первая часть гонки пройдёт по длинной линии вокруг Плуэ и составит 293,2 километра. После двух предыдущих лет маршрут был изменён. Как всегда, это очень нервный маршрут, полный подъёмов, но в целом он не является особенно сложным. После прохождения участка линии гонщики примут участие в классическом заключительном коротком круге этой гонки. Некоторые детали изменились: теперь предстоит преодолеть расстояние от 13,9 до 14,7 километров, включая самый сложный участок — Кот-дю-Лезо, а также особенно тяжёлый Кот-де-Тай-Маррек (подъём 5,2 % с шипами на 10 % на протяжении 1400 метров). Этот участок будет преодолён впервые перед началом заключительного круга.

## Ход гонки
Погодные условия выдались сложные, тем не менее гонка началась с отрыва семерых спортсменов, среди которых были итальянцы Мауро Финетто и Алекс Туррин. За 70 километров до финиша, на грунтовой дороге, произошла решающая атака. Зденек Штибар и Тим Велленс сформировали группу из 14 спортсменов, в которую также вошли Оливер Наесен, Майкл Мэтьюз и Майкл Вальгрен. Они создали отрыв на полторы минуты впереди пелотона. Чуть менее чем в 20 километрах от финиша Оливер Наесен, Майкл Вальгрен и Тим Велленс отделились от лидирующей группы и разыграли спринт.

## Результаты
| \| Генеральная классификация \| Генеральная классификация \| Генеральная классификация \| Генеральная классификация \| Генеральная классификация \| \| Гонщик \| Гонщик \| Команда \| Время \| \| \| ------------------------- \| ------------------------- \| ------------------------- \| ------------------------- \| ------------------------- \| \| 1-й \| Оливер Насен \| AG2R La Mondiale \| 6ч 16' 34 \| \| \| 2-й \| Михаэль Вальгрен \| Astana \| + 0 \| \| \| 3-й \| Тим Велленс \| Lotto-Soudal \| + 3 \| \| \| 4-й \| Майкл Мэттьюс \| Team Sunweb \| + 1' 13 \| \| \| 5-й \| Рубен Геррейру \| Trek-Segafredo \| + 1' 13 \| \| \| 6-й \| Зденек Штыбар \| Quick-Step Floors \| + 1' 13 \| \| \| 7-й \| Оливье Ле Гак \| Groupama-FDJ \| + 1' 15 \| \| \| 8-й \| Валантен Мадуа \| Groupama-FDJ \| + 1' 17 \| \| \| 9-й \| Бенуа Конфруа \| AG2R La Mondiale \| + 1' 18 \| \| \| 10-й \| Фабио Якобсен \| Quick-Step Floors \| + 1' 24 \| \| \| 11-й \| Александер Кристофф \| UAE Team Emirates \| + 1' 24 \| \| \| 12-й \| Амунд Грёндаль Янсен \| LottoNL-Jumbo \| + 1' 24 \| \| \| 13-й \| Джон Дегенкольб \| Trek-Segafredo \| + 1' 24 \| \| \| 14-й \| Юго Уль \| Astana \| + 1' 24 \| \| \| 15-й \| Дион Смит \| Wanty-Groupe Gobert \| + 1' 24 \| \| |                      |                     |           |
| |                      |                     |           |
| Источник: ProCyclingStats |                      |                     |           |
| Генеральная классификация |                      |                     |           |
| Гонщик | Гонщик               | Команда             | Время     |
| 1-й | Оливер Насен         | AG2R La Mondiale    | 6ч 16' 34 |
| 2-й | Михаэль Вальгрен     | Astana              | + 0       |
| 3-й | Тим Велленс          | Lotto-Soudal        | + 3       |
| 4-й | Майкл Мэттьюс        | Team Sunweb         | + 1' 13   |
| 5-й | Рубен Геррейру       | Trek-Segafredo      | + 1' 13   |
| 6-й | Зденек Штыбар        | Quick-Step Floors   | + 1' 13   |
| 7-й | Оливье Ле Гак        | Groupama-FDJ        | + 1' 15   |
| 8-й | Валантен Мадуа       | Groupama-FDJ        | + 1' 17   |
| 9-й | Бенуа Конфруа        | AG2R La Mondiale    | + 1' 18   |
| 10-й | Фабио Якобсен        | Quick-Step Floors   | + 1' 24   |
| 11-й | Александер Кристофф  | UAE Team Emirates   | + 1' 24   |
| 12-й | Амунд Грёндаль Янсен | LottoNL-Jumbo       | + 1' 24   |
| 13-й | Джон Дегенкольб      | Trek-Segafredo      | + 1' 24   |
| 14-й | Юго Уль              | Astana              | + 1' 24   |
| 15-й | Дион Смит            | Wanty-Groupe Gobert | + 1' 24   |